# Maurice Perrin (Erzbischof)

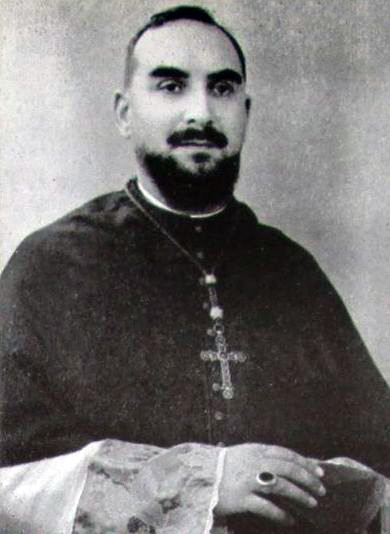
Erzbischof Maurice Perrin (1954)

Paul-Marie-Maurice Perrin (* 30. Juni 1904 in Grenoble; † 3. Oktober 1994 in La Tronche) war ein französischer Geistlicher, römisch-katholischer Erzbischof und Diplomat des Heiligen Stuhles.

## Leben
Maurice Perrin empfing am 29. Juni 1936 das Sakrament der Priesterweihe für das Erzbistum Karthago.
Am 7. Juni 1947 wurde er zum Titularbischof von Utica und zum Weihbischof im Erzbistum Karthago ernannt. Die Bischofsweihe spendete ihm am 28. Oktober desselben Jahres der Erzbischof von Karthago, Charles-Albert Gounot CM; Mitkonsekratoren waren der Koadjutor des Apostolischen Vikars von Ouagadougou, Louis-Marie-Joseph Durrieu MAfr, und der Bischof von Constantine, Léon-Étienne Duval.
Nach dem Tod von Erzbischof Charles-Albert Gounot CM am 20. Juni 1953 wurde Maurice Perrin am 29. Oktober 1953 zu dessen Nachfolger als Erzbischof von Karthago und Primas von Afrika ernannt. Mit der Umwandlung des Erzbistums Karthago in die Territorialprälatur Tunis am 9. Juli 1964 wurde Perrin zum Titularerzbischof pro hac vice von Nova und zum Prälaten von Tunis ernannt. Von diesem Amt trat er am 9. Januar 1965 zurück. Zwischen 1962 und 1965 nahm Erzbischof Perrin als Konzilsvater an allen vier Sitzungsperioden des Zweiten Vatikanischen Konzils teil.
Am 31. Juli 1965 wurde Maurice Perrin zum Apostolischen Delegaten im Irak ernannt. Am 31. Juli desselben Jahres erfolgte die Ernennung zum Erzbischof von Bagdad, am 14. Oktober des darauffolgenden Jahres jene zum Apostolischen Nuntius im Irak.
Am 16. Januar 1970 wurde Maurice Perrin zum Titularerzbischof pro hac vice von Gurza und zum Apostolischen Nuntius im damaligen Kaiserreich Abessinien im heutigen Äthiopien ernannt. Dieses Amt bekleidete er bis zu seiner Emeritierung am 15. November 1972.